# Pyromorpha dimidiata
Pyromorpha dimidiata ist ein in Nord- und Mittelamerika vorkommender Schmetterling aus der Familie der Widderchen (Zygaenidae).

## Merkmale

### Falter
Pyromorpha dimidiata erreicht eine Flügelspannweite von 18 bis 22 Millimetern. Die Vorderflügel sind gestreckt. Der Apex ist stark gerundet. Farblich ist die Vorderflügeloberseite zweigeteilt. Die Basalregion ist bis in die Mitte der Diskalregion orangegelb gefärbt. Von dort zeigt der Flügel bis zum Saum eine dunkelgraue bis schwärzliche Farbe. Die Hinterflügeloberseite ist einfarbig dunkelgrau. Bei den Männchen sind die schwarzen Fühler stark, bei den Weibchen schwach gezähnt. Der Saugrüssel ist gut entwickelt.

### Ähnliche Arten und Mimikry
- Bei der sehr ähnlichen Lycomorpha pholus sind die Fühler glatt und der dunkle Vorderflügelbereich ist tiefschwarz.
- Im Gesamterscheinungsbild ähneln die Imagines von Pyromorpha dimidiata auch der Rotdeckenkäferart Calopteron terminale, was als Mimikry zu verstehen ist. Dabei handelt es sich um eine „Schutzmimikry“, wobei durch die Imitation von Vorbildern potentielle Fressfeinde abgeschreckt werden sollen. Im vorliegenden Fall ist das Vorbild Calopteron terminale giftig.

## Vorkommen und Lebensraum
Pyromorpha dimidiata kommt im Osten der USA sowie in Mexiko vor. Bevorzugter Lebensraum sind Laubwälder und angrenzende Felder.

## Lebensweise
Die tagaktiven Falter fliegen von April bis Juli, schwerpunktmäßig im Mai. Zur Nektaraufnahme besuchen sie gerne verschiedene Blüten. Die Raupen ernähren sich von Eichenlaub (Quercus).